# Zombie Ghost Train
Zombie Ghost Train — австралийская группа, играющая в жанрах сайкобилли и готабилли.

## История создания
Группа была создана в 2002 году в Сиднее, Новый Южный Уэльс, в следующем составе: Стью Аркофф — гитара и вокал, Аззи Ти — ударные и Captain Reckless (с англ. — «Безрассудный Капитан») — контрабас и бэк-вокал.
В 2007 году Аззи Ти покинул группу, на смену ему пришел гитарист со сценическим псевдонимом JM.
Группа записала два полноценных альбома и один мини-альбом. Группа очень активно гастролировала у себя на родине (Австралии), а также в США и в Западной Европе.
Сценический образ музыкантов был очень эксцентричен — на концертах музыканты выступали в образах зомби, мертвецов и прочей «нечистой силы».
В апреле 2009 года группа объявила о прекращении своего существования, опубликовав заметку Farewell from Zombie Ghost Train в своем блоге.

## Дискография
- Monster Formal Wear (EP, 2003)
- Glad Rags& Body Bags (2005)
- Dealing The Death Card (2007)